# حمله به چوگوکو
حمله به چوگوکو (به ژاپنی: 中国攻め ちゅうごくぜめ)، یا تسخیر چوگوکو (中国征伐) به حملاتی که توسط تویوتومی هیده‌یوشی و تحت فرمان اودا نوبوناگا به منطقه تحت اختیار خاندان موری در سان‌ایندو، سان‌یودو از سال ۱۵۷۷ (میلادی) به بعد انجام گرفت، گفته می‌شود. این حملات تا ۲۳ ژوئن ۱۵۸۲ و دو روز پس از مرگ ناگهانی نوبوناگا در حادثه معبد هوننو ادامه داشت. در این روز قرارداد صلحی مابین دو طرف بسته شد.

## تاریخچه

### قدرت‌گیری خاندان موری

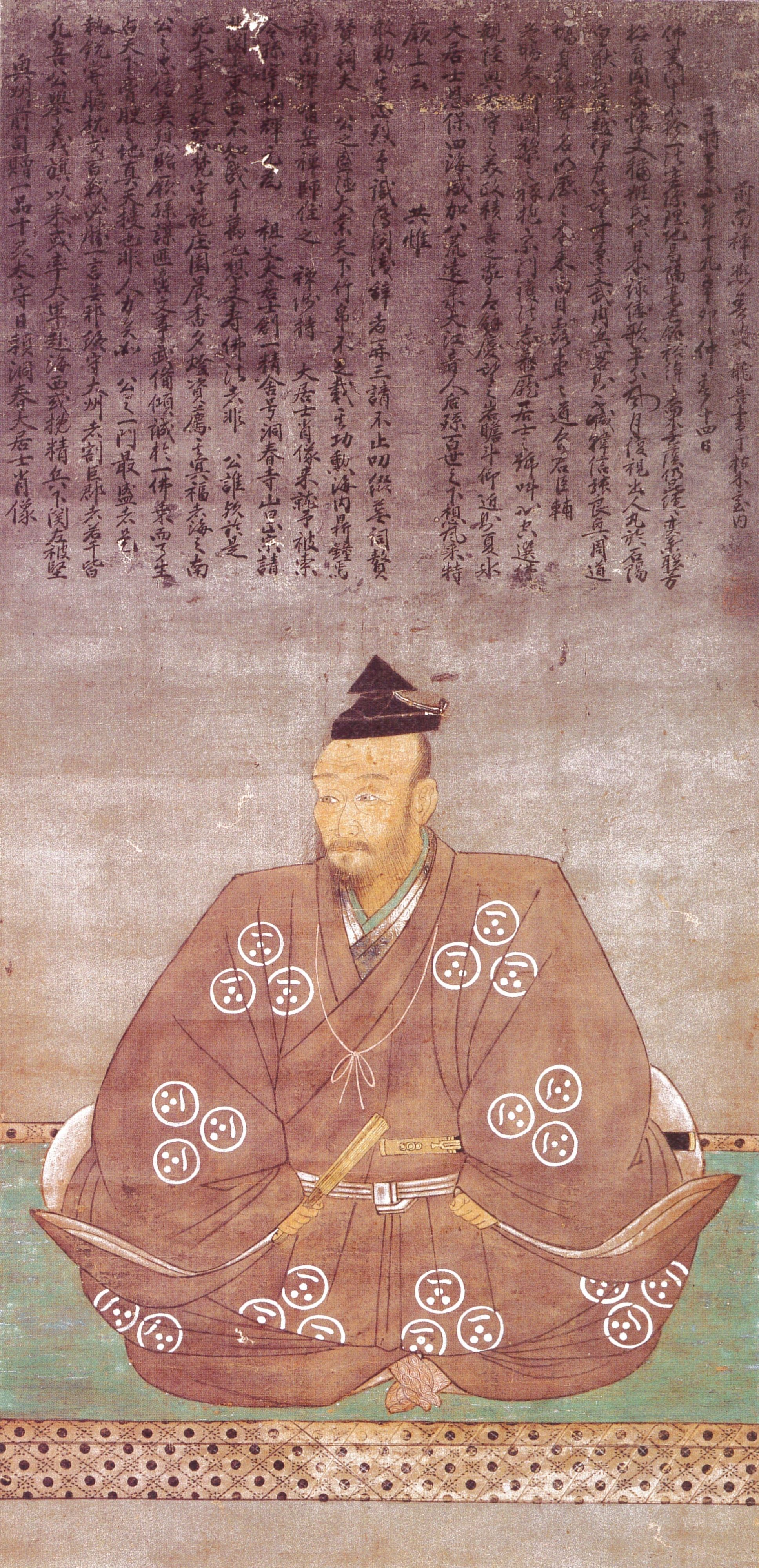
موری موتوناری رهبر خاندان موری

در نیمه اول قرن شانزدهم بین خاندان آماگو و خاندان اوئوچی نبردهای بسیاری در منطقه چوگوکو در مورد مالکیت معدن نقره ایوامی رخ داد. معدن نقره ایوامی در سال ۱۵۲۷ تحت حمایت خاندان اوئوچی توسعه پیدا کرد و بهره‌برداری رسید. در سال ۱۵۳۰ توسط خاندان اوگاساوارا که از خاندان‌های پرقدرت در همان منطقه بود در مورد تصاحب و سهم از معدن با خاندان اوئوچی نبرد درگرفت که تا سه سال ادامه داشت و در نهایت خاندان اوئوچی توانست کنترل معدن را در دست بگیرد.
در سال ۱۵۳۷ آماگو تسونه‌هیسا توانست معدن نقره ایوامی را که در اختیار خاندان اوئوچی بود، تصاحب کند. در سال ۱۵۳۷ خاندان اوئوچی دوباره معدن را تصاحب کرد. در سال ۱۵۴۱ خاندان آماگو با خاندان اوگاساوارا متحد شد و توانست معدن را دوباره تصرف کند.
در سال ۱۵۵۱ سوئه هاروکاتا کودتایی (حادثه معبد تاینی) بر ضد ارباب خود اوئوچی یوشیتاکا انجام داد که موجب قتل یوشیتاکا و موجب نابودی خاندان اوئوچی شد. بر اثر این کودتا توازن قدرت در منطقه چوگوکو تغییر بسیاری کرد. خاندان موری که پایگاه آن در ولایت آکی بود شروع به قدرت گرفتن کرد. در سال ۱۵۵۵ رهبر خاندان موری، موری موتوناری در نبرد میاجیما، سوئه هاروکاتا ملازم خاندان اوئوچی را شکست داد.
پس از نابودی خاندان اوئوچی این بار خاندان موری به کشمکش و نبرد تصاحب معدن نقره ایوامی وارد شد. در سال ۱۵۵۶ خاندان موری پس از به تبعیت درآوردن خاندان اوگاساوارا توانست قلعه و معدن را تصاحب کند. موری موتوناری در سال ۱۵۶۶ کنترل ده ولایت را در دست گرفت که عبارت بودند از: ولایت سوئو، ولایت ناگاتو، ولایت آکی، ولایت ایوامی، ولایت اوکی، ولایت بینگو، ولایت ایزومو، ولایت بیچو، ولایت هوکی، ولایت اینابا
در سال ۱۵۵۸ (یا ۱۵۵۶) خاندان آماگو خاندان موری را در سقوط اوشیبارا شکست داد و بدین ترتیب توانست کنترل معدن نقره ایوامی را دوباره به دست‌آورد.
در سال ۱۵۶۱–۶۲ پیمان صلحی بین خاندان آماگو و خاندان موری امضا شد و سرانجام خاندان موری معدن نقره ایوامی و همچنین قلعه یامابوکی را تصرف کرد. این معدن در اوایل قرن هفدهم (۱۶۰۰ میلادی) به اوج تولید خود که حدود ۳۸ تن نقره در سال بود، دست یافت که در آن زمان این مقدار یک سوم تولید نقره در جهان بود.
در سال ۱۵۷۶ میلادی، خاندان موری شوگون پانزدهم آشیکاگا یوشی‌آکی را پذیرفت و وی را مورد حمایت قرار داد. محققان قدرت خاندان موری را در ادامه نبرد با اودا نوبوناگا مرهون ثروتی می‌دانند که از معدن نقره ایوامی به دست می‌آورد.

### ارتباط با اودا نوبوناگا

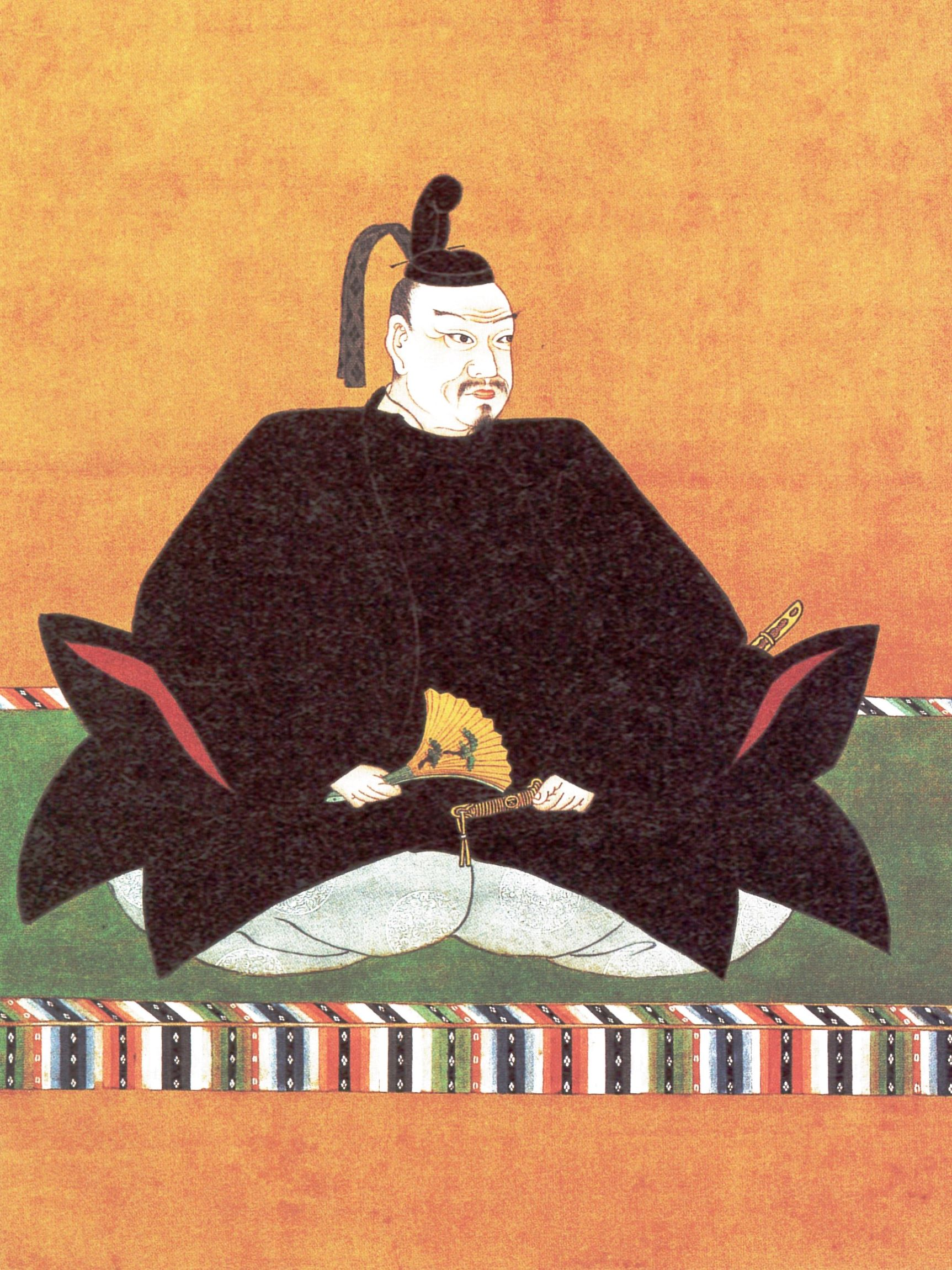
موری تروموتو رهبر خاندان موری در هنگام حمله به چوگوکو

پس از مرگ موری موتوناری رهبر خاندان موری در سال ۱۵۷۱، نوهٔ او موری تروموتو رهبر خاندان شد. اودا نوبوناگا و موری تروموتو نسبت به خاندان میوشی که پایگاهش در ولایت آوا بود؛ سیاستی توأم با خویشتنداری داشتند. همچنین ولایت تاجیما، ولایت هاریما و ولایت بیزن، ولایت‌های مستقلی بودند که بین این دو حائل شده و در این زمان خاندان موری و خاندان اودا روابط دوستانه‌ای با یکدیگر داشتند. بعد از ورود نوبوناگا به پایتخت کیوتو، نوبوناگا تسخیر قسمت شرقی دریای داخلی ستو را هدف قرار داد. برای جلوگیری از رسیدن به این هدف بارها خاندان میوشی و معبد ایشی‌یاما هونگان با وی درگیر شدند (نبرد قلعه نودا . قلعه فوکوشیما ۱۵۷۰). نوبوناگا سعی داشت که با خاندان کوبایاکاوا و خاندان موری که قسمت غربی دریای داخلی ستو را در اختیار داشتند، دشمن نشود. اما در سال ۱۵۷۵ نوبوناگا با خاندان اوتومو و خاندان شیمازو در کیوشو پیمان صلح بست و سعی کرد که با وحدت با این دو خاندان که روابط خوبی با خاندان موری نداشتند به خاندان موری فشار وارد کند. در سال ۱۵۷۳ نوبوناگا آخرین شوگون آشیکاگا یوشی‌آکی را از کیوتو راند.
در ماه هشتم سال سوم تنشو (۱۵۷۶) نوبوناگا به همراه دو ژنرال ارشدش هاشیبا هیده‌یوشی، آکچی میتسوهیده برای مقابله با شورش اچیزن ایکو-ایکی به ولایت اچیزن رفت و این شورش را سرکوب کرد و پس از تصرف بخشی از ولایت کاگا در ماه نهم همان سال به شیباتا کاتسوایه دستور ساخت قلعه فوکوئی را داد. این سرکوب صدمه بزرگی برای معبد ایشی‌یاما هونگان بود.
پس از تسلط نوبوناگا بر ولایت اچیزن، ارباب قلعه ایتامی (قلعه آری‌اوکا) در ولایت ستسو، آراکی موراشیگه که در آن زمان تابع نوبوناگا بود از خاندان‌های پرقدرت غرب ولایت هاریما گروگان‌گیری کرد. همچنین آراکی موراشیگه از اوراگامی مونه‌کاگه که با اوکیتا نائوایه در ولایت بیزن درگیر بود؛ پشتیبانی کرد اما نائوایه که در این زمان با خاندان موری روابط دوستی برقرار کرده بود، در ماه نهم سال ۱۵۷۵ پس از شکست اوراگامی مونه‌کاگه در نبرد تنجین یاماجو وی را ولایت بیزن بیرون راند و املاک وی را تصاحب کرد.
در ماه دهم، صاحب قلعه گوچاکو، کودرا ماساموتو، صاحب قلعه میکی، بشو ناگاهارو و صاحب قلعه تاتسونو، سایمورا ماساهیرو که زیر دست فرماندار از خاندان آکاماتسو در ولایت هاریما بودند، به همراه اوراگامی مونه‌کاگه که املاک خود را از دست داده بود در کیوتو با نوبوناگا دیدار کرده و با او متحد شدند.
از طرف دیگر نوبوناگا پیمانی که با خاندان موری بسته بود را نادیده گرفته و اماگو کاتسوهیسا و یاماناکا یوکیموری را که دشمنان خاندان موری بودند را مورد حمایت قرار داد. در سال ۱۵۷۴ نیروهای خاندان آماگو چندین قلعه از جمله قلعه واکاسا اونیگا را در ولایت هاریما مورد حمله قرار دادند.
در سال ۱۵۷۶ شوگون پانزدهم آشیکاگا یوشی‌آکی به بندر تومونوئورا در استان هیروشیما امروزی که در قلمروی خاندان موری بود نقل مکان کرد. شوگون از رهبر خاندان موری موری تروموتو دعوت کرد تا با نوبوناگا مقابله کند. در این راستا شوگون نامه‌های بسیاری را به دایمیوهای کشور فرستاد و از آنان خواست در جنگ با نوبوناگا جبهه متحدی را تشکیل دهند. در نتیجه نه تنها باقیمانده خاندان تاکدا و معبد ایشی‌یاما هونگان بلکه اوکیتا نائوایه از ولایت بیزن و بسیاری دیگر نیز به این جبهه پیوستند و بدین ترتیب حلقه محاصره نوبوناگا#سومین محاصره شکل گرفت.

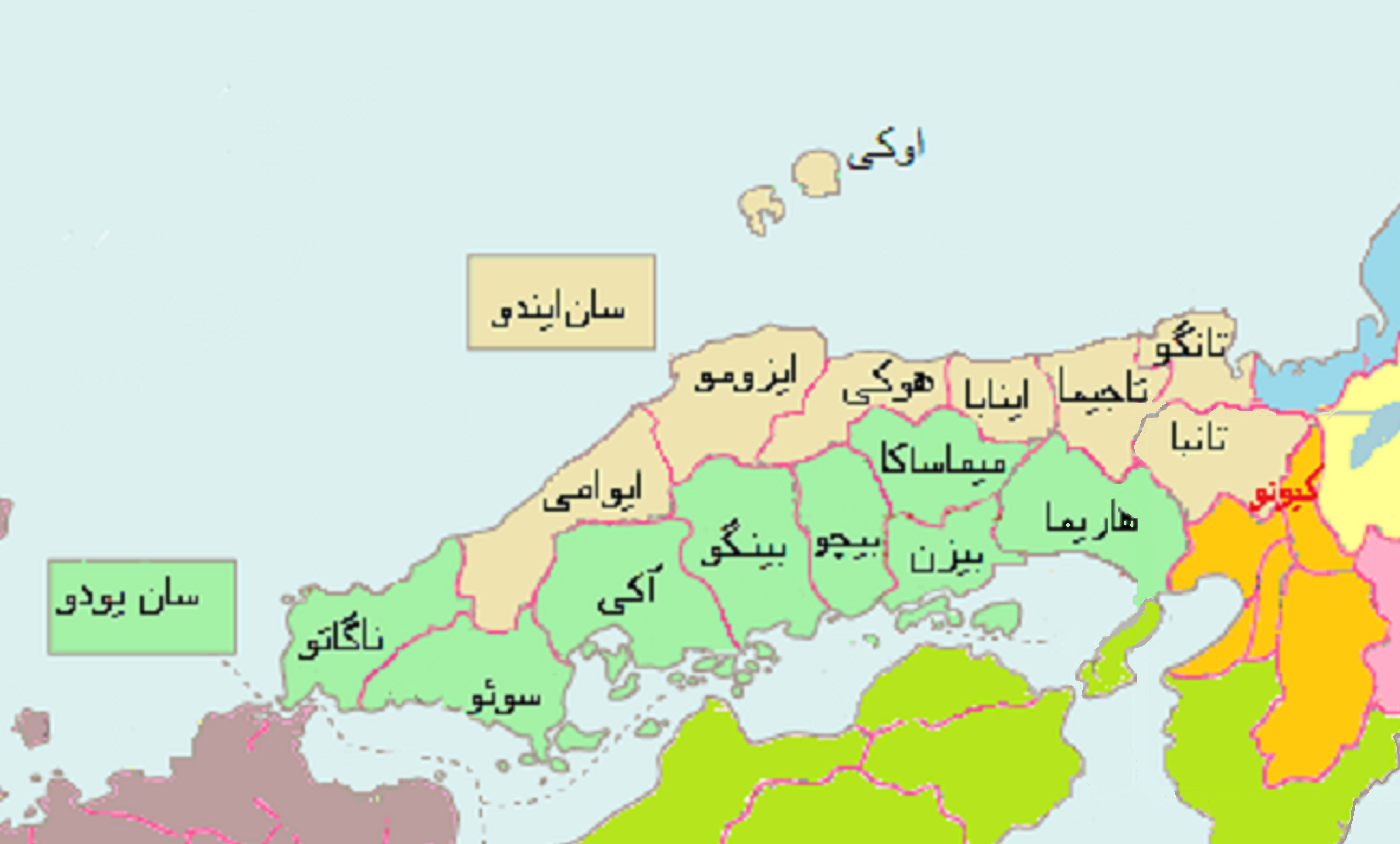
تقسیم‌بندی قدیم ناحیه چوگوکو، سان‌ایندو به رنگ نخودی و سان‌یودو به رنگ سبز مشخص شده‌است. چوگوکو در آغاز این حمله دارای ۱۶ ولایت بود.

## حمله آکچی میتسوهیده و تصرف ولایت تانبا
در سال ۱۵۷۵ نوبوناگا به آکچی میتسوهیده دستور حمله به ولایت تانبا را داد. تانبا ولایتی در نزدیکی پایتخت بود. تصرف این ولایت به علت اینکه توسط کوه‌های پیوسته‌ای احاطه شده بود و مردمش از طرفداران شوگون پانزدهم بودند، بسیار دشوار بود. نبردهای میتسوهیده در این ولایت چهار سال بطول انجامید.
در برابر فراخوان شوگون نوبوناگا در پاییز پس از چندین جنگ، هاتانو هیده‌هارو توسط آکچی میتسوهیده ژنرال ارشد نوبوناگا محاصره شده و وی به ناچار تسلیم شد. میتسوهیده قلعه اصلی آکای تاداایه، قلعه کوروی را محاصره کرد اما قبل از سقوط قلعه با خیانت صاحب قلعه یاکامی، هاتانو هیده‌هارو مجبور به عقب‌نشینی کامل شد (نبرد قلعه کوروی#نخستین نبرد). هیده‌هارو در سال ۱۵۷۶ اعلام استقلال کرد و علیه نوبوناگا شورش کرد. نوبوناگا مجدداً به آکچی میتسوهیده دستور داد که به ولایت تانبا حمله کند، اما هیده‌هارو در قلعه باقی ماند و برای مدت سه سال مقاومت کرد.
در آغاز مقاومت در سال ۱۵۷۶ ملازم خاندان هاتانو آکای نائوماسا، در دفاع از قلعه این خاندان قلعه کوروی پس از شکست در برابر آکچی میتسوهیده کشته شد. در سال ۱۵۷۸ وی قلعه کامه‌یاما را در بخشی از ولایت تانبا که تصرف کرده بود، بازسازی کرد. در ماه هشتم از سال ۱۵۷۹ (نبرد قلعه کوروی#دومین نبرد) قلعه سقوط کرد. میتسوهیده بالاخره در سال ۱۵۷۹ توانست پس از نبردهای بسیار ولایت تانبا را به‌طور کامل تسخیر کند. در سال ۱۵۸۰ نوبوناگا در پاداش ولایت تانبا را به میتسوهیده بخشید. اما در سال ۱۵۸۲ نوبوناگا به وی پیغام داد که ولایت تانبا را از وی بازپس می‌گیرد و در عوض وی در صورت پیروزی در نبرد با خاندان موری دو ولایت ولایت ایزومو و ولایت ایوامی متعلق به این خاندان را می‌تواند مالک شود. محققان یکی از دلایل فرضی کودتای میتسوهیده را نارضایتی از این تصمیم نوبوناگا می‌دانند.
بر اساس نوشته‌ای متعلق به خاندان اودا، میتسوهیده مادر خود را به عنوان گروگان به نزد هاتانو هیده‌هارو فرستاد تا وی بتواند با شرافت خود را تسلیم کند. با این حال، پس از تسلیم و ورود هیده‌هارو و برادرش به قلعه آزوچی برای ارائه معذرت‌خواهی، هیده‌هارو و برادرش توسط نوبوناگا اعدام شدند. سربازان وی در قلعه یاکامی، وقتی شنیدند که هیده‌هارو اعدام شده‌است، مادر آکچی میتسوهیده را کشتند. این حادثه رابطه بین نوبوناگا و میتسوهیده را تحت تأثیر قرار داد، و بر اساس فرضیه در نهایت به شورش و مرگ نوبوناگا در حادثه معبد هوننو توسط آکچی میتسوهیده در سال ۱۵۸۲ منجر شد. با این حال، شواهد کمی وجود دارد که این حوادث واقعاً اتفاق افتاده‌است و بعید است که میتسوهیده چنین اقدامی عجیبی یعنی به گروگان دادن مادر خود را انجام دهد.

## نبردهای ایشی‌یاما هونگان
در ماه چهارم ۱۵۷۶، نوبوناگا به آراکی موراشیگه، هوسوکاوا فوجی‌تاکا، آکچی میتسوهیده و هارادا نائوماسا دستور داد تا حمله به معبد ایشی‌یاما هونگان (اوساکا) در ولایت ستسو، را آغاز کنند. در مقابل خاندان موری، قلعه ایوایا را در انتهای شمالی ولایت آواجی به اشغال خود درآورد و شروع به تلاش‌های امدادی از جمله حمل و نقل مواد غذایی و مهمات نظامی به معبد ایشی‌یاما هونگان کرد. در بهار سال ۱۵۷۷ کننیو رهبر معبد هونگان و آشیکاگا یوشی‌آکی که به پناهندگی خاندان موری درآمده بود و از طرف این خاندان حمایت می‌شد، لشکری فراهم کردند. نوبوناگا به ژنرال ارشد خود آکچی میتسوهیده دستور داد تا معبد ایشی‌یاما هونگان را از سه طرف محاصره کند. با این حال این معبد از طرف (امروزه چوئو، اوساکا و نانیوا، اوساکا) به دریا راه داشت و اسلحه و نیازهای معبد از این طریق تأمین می‌شد. سپاه نوبوناگا به قصد مسدود کردن این راه دریایی حمله‌ای انجام داد که نیروهای معبد با سپاهی در حدود ۱۰٬۰۰۰ نفر این حمله را دفع کردند و توانستند نیروهای نوبوناگا را محاصره کرده و قلعه آنان را محاصره کنند. هارادا نائوماسا نیز فرمانده نیروهای نوبوناگا بود، در این حمله کشته شد. آکچی میتسوهیده از اودا نوبوناگا تقاضای نیروی کمکی کرد.
نوبوناگا پس از شنیدن خبر این شکست از تمام مناطق تقاضای ارسال سرباز کمکی کرد اما موفق نشد بزودی و با سرعت سپاه لازم را جمع‌آوری کند. در نتیجه، نوبوناگا بی‌تاب شد، او ارتشی متشکل از ۳٬۰۰۰ سرباز را رهبری کرد و به ارتش ۱۵٬۰۰۰ نفری هونگانجی در اطراف تننوجی حمله کرد. نوبوناگا توانست در نبرد تننوجی (۱۵۷۶) نیروهای خود را محاصره معبد تننو/ تننوجی بیرون بیاورد همچنین پس از شکستن محاصره و ورود به قلعه، بلافاصله به میتسوهیده و سایر سربازان داخل قلعه ملحق شد. نیروهای کننیو پس از این شکست عقب نشستند و به معبد ایشی‌یاما هونگان بازگشتند. سپس نوبوناگا به ساکوما نوبوموری دستور داد که معبد ایشی‌یاما هونگان را از هر چهار طرف محاصره کند. معبد که از نظر اقتصادی در مضیقه بود از خاندان موری تقاضای کمک کرد. موری تروموتو به این تقاضا پاسخ مثبت داده و در روز پانزدهم از ماه هفتم ۱۵۷۶ بین ۶۰۰–۸۰۰ کشتی سپاه دریایی خاندان موری که حامل سلاح و مهمات بودند در اوساکا پدیدار شدند. نوبوناگا به سرعت دست به عمل زد و در حدود ۳۰۰ کشتی نیروی دریایی کوکی دهانه رود کیزو در اوساکا را مسدود کردند. نیروی دریایی موری که از نظر تعداد بر نیروی دریایی نوبوناگا برتری داشتند با تیر آتش . بو-هیا (پرتاب مواد آتش‌زا) به کشتی‌های نوبوناگا حمله کرده و آن‌ها را به آتش کشیدند. بدین ترتیب اولین نبرد از نبردهای کیزوگاواگوچی با شکست نوبوناگا خاتمه یافت و خاندان موری موفق شد اسلحه و مواد مورد نیاز معبد را از راه دریا تأمین کند. نوبوناگا نیز چاره ای جز ادامه محاصره از سه طرف که به خشکی محدود می‌شد در خود نیافت.
بعد از شکست در اولین نبرد کیزوکاواگوچی نوبوناگا به کوکی یوشیتاکا فرمانده نیروی دریایی کوکی، دستور ساخت کشتی دارای توپ (جنگ‌افزار) داد. با ساخت چنین کشتی ای نوبوناگا توانست در دومین نبرد دهانه رود کیزو، سپاه دریایی خاندان موری را شکست دهد.
پس از شکست خاندان موری در دومین نبرد از نبردهای کیزوگاواگوچی مسیر رساندن تجهیزات جنگی و موادغذایی به معبد ایشی یاما هونگان قطع شد و رهبر معبد نگران اتمام این ذخایر بود. به همین جهت در ماه دوازدهم کننیو جهت یک صلح دائم به‌طور پنهانی به دربار ژاپن اطلاع رساند که مایل است مذاکرات صلح را انجام دهد. نوبوناگا نیز به وسیله کونوئه ساکی‌هیسا از مقامات درباری موافقت خود را با صلح اعلام کرده و بدین ترتیب پیمان صلح بین نوبوناگا و کننیو در سال ۱۵۸۰ میلادی بسته شد. کننیو پس از این پیمان صلح قلعه را ترک کرد اما پسر ارشد وی که موافق این پیمان صلح نبود، مقاومت را تا چند ماه دیگر ادامه داد تا اینکه وی نیز به ناچار تسلیم شد. پس از اینکه راهبان معبد هونگان را ترک کردند، این معبد به طرز مرموزی کاملاً سوخت و نابود شد. دلیل این آتش‌سوزی مشخص نشده است.
پس از آن نوبوناگا به دو تن از ملازم خود اودا نوبوزومی و نیوا ناگاهیده دستور ساختن قلعه‌ای جدید را برجای معبد ایشی‌یاما هونگان داد. این قلعه توسط جانشینان نوبوناگا تکمیل شد و امروزه قلعه اوساکا نامیده می‌شود.

## محاصره قلعه میکی

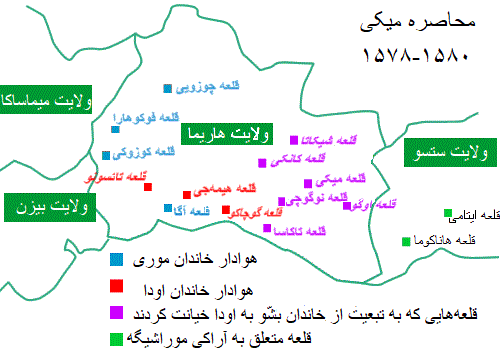
محاصره قلعه میکی

در حمله نوبوناگا به ناحیه چوگوکو به قصد نابودی خاندان موری، بشو ناگاهارو ابتدا به عنوان رهبری حمله شرکت کرد اما بعد از کشتار قلعه کوزوکی و گماشتن هاشیبا هیده‌یوشی به عنوان فرمانده کل حمله به چوگوکو احساس نارضایتی وی نسبت به نوبوناگا آغاز شد. همسراصلی وی دختر هاتانو هیده‌هارو از ولایت تانبا بود. نوبوناگا هنگام حمله به ولایت تانبا از وی درخواست همکاری کرد و از این پس بود که شورش وی علیه نوبوناگا آغاز شد. بسیاری از مخالفان نوبوناگا نیز به وی پیوسته و به حامیان نوبوناگا حمله کرده و بدین ترتیب قسمت شرقی ولایت هاریما به جبهه ضد نوبوناگا تبدیل شد.
پس از آن ناگاهارو به هاشیبا هیده‌یوشی که از امر نوبوناگا پیروی می‌کرد حمله کرد. ناگاهارو که ساکن قلعه میکی شده بود، جنگ علیه نوبوناگا را ادامه داد. از طرف دیگر شرایط دیگری مانند شورش آراکی موراشیگه بر ضد نوبوناگا یا حمایت خاندان موری از دشمنان نوبوناگا به نفع وی بود. وی توانست در مقطعی به پیروزی‌هایی هم دست یابد. تا بالاخره هیده‌یوشی در محاصره میکی توانست ابتدا دو قلعه ضمیمه (قلعه کانگی و قلعه شیکاتا) را در اطراف قلعه میکی را تصرف کند. سپس هیده‌یوشی راه حمایت و کمک رسانی خاندان موری را به قلعه میکی قطع کرد. در سال ۱۵۸۰ بعد از دو سال و نیم محاصره کامل قلعه میکی ناگاهارو برای نجات سربازان قلعه، به همراه زن و فرزند و برادران خود همگی هاراکیری کردند.

## محاصره ایتامی (۱۵۷۹)
در سال ۱۵۷۱ آراکی موراشیگه ملازم خاندان میوشی توانست توجه و تحسین اودا نوبوناگا را نسبت به خود جلب کند و نوبوناگا به وی اجازه داد که به‌جای خدمت به خاندان میوشی به وی خدمت کند. در سال ۱۵۷۴ قلعه ایتامی سقوط کرد و موراشیگه ارباب این قلعه شد و تمامی ولایت ستسو را به زیر فرمان گرفت. آراکی موراشیگه به عنوان عضوی از ارتش نوبوناگا در محاصره ده ساله نبردهای ایشی‌یاما هونگان و بسیاری از نبردهای دیگر شرکت داشت اما در سال ۱۵۷۸ در ماه دهم وی در حالی که در محاصره میکی به سپاه هاشیبا هیده‌یوشی پیوسته بود ناگهان به قلعه ایتامی بازگشت و علیه نوبوناگا سر به شورش زد. دلایل این شورش به درستی ثابت نشده‌است. هاشیبا هیده‌یوشی برای انجام گفتگو و تغییر عقیده وی کورودا یوشیتاکا (نام دیگر کورودا کانبی) را به قلعه ایتامی نزد موراشیگه فرستاد اما وی کانبی را در سیاه‌چال قلعه زندانی کرد.
پس از پیروزی در دومین نبرد از نبردهای کیزوگاواگوچی نوبوناگا به ملازم قدیم خود آراکی موراشیگه حمله کرد. پس از آن قلعه ایتامی محاصره شد و موراشیکه یک سال با شدت با نیروهای نوبوناگا جنگید اما بتدریج ذخایر سلاحش به اتمام رسید و خاندان موری نیز نتوانست مایحتاج وی را برساند. وی در روز دوم از ماه نهم ۱۵۷۹ به تنهایی از قلعه بیرون آمد و به استان هیوگو رفت. پس از آن نوبوناگا بسیاری از خانواده وی را گردن زد اما خود وی پس از مرگ نوبوناگا در حادثه معبد هوننو، هنگامی‌که تویوتومی هیده یوشی قدرت را در دست گرفت به عنوان استاد مراسم چای ژاپنی تا هنگام مرگ مشغول بکار شد.

## نبرد قلعه تاکاماتسو

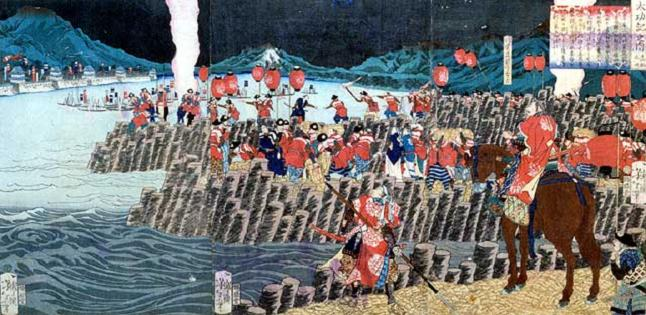
تصویری از نبرد قلعه تاکاماتسو

در آخرین نبرد چوگوکو، تویوتومی هیده‌یوشی قلعه تاکاماتسو واقع در ولایت بیچو را که توسط خاندان موری کنترل می‌شد، محاصره کرد. هیده‌یوشی جریان رودخانه‌های اطراف را با ساختن سدها و آب گذرهایی ساخت منحرف کرد و قلعه را در آب غرق کرد. وی همچنین برج و باروهایی در اطراف قلعه تاکاماتسو ساخت تا افراد مسلح بر آن مستقر شوند و جاری شدن آب مانع از کار سربازان مسلحش نشود. هر چه نبرد شدیدتر می‌شد قلعه نیروی کمکی بیشتری از طرف رهبر خاندان موری موری تروموتو به قلعه می‌رسید. تا نیروهایی خاندان موری به شش برابر نیروهای هیده‌یوشی افزایش یافت.
حمله تویوتومی هیده‌یوشی به خاندان موری به دستور اودا نوبوناگا انجام شده بود. هیده‌یوشی از اودا نوبوناگا درخواست کمک می‌کرد. در نتیجه نوبوناگا شش نفر از فرماندهان خود را بسیج کرد و قصد داشت ارتش را خود رهبری کند. نوبوناگا تصمیم گرفت ابتدا آکچی میتسوهیده را به همراه ۱۳ هزار سپاهی به منطقه بفرستد و سپس خود نیز به آن‌ها ملحق شود. نوبوناگا با تعداد اندکی از همراهان برای استراحت در معبد هوننو در کیوتو توقف کردند. نیمه‌شب ۲۱ ژوئن ژنرال ارشد وی آکچی میتسوهیده به معبد حمله کرد و آنجا را به آتش کشید.
در شب ۲۲ ژوئن یک روز پس از مرگ نوبوناگا در حادثه معبد هوننو هیده‌یوشی توانست قاصد آکچی میتسوهیده را دستگیر کند. میتسوهیده با ارسال پیکی سعی داشت با خاندان موری که در حال جنگ با تویوتومی هیده‌یوشی بود هم پیمان شود ولی پیک توسط سربازان هیده‌یوشی دستگیر شد و این نقشه لو رفت. هیده‌یوشی تصمیم گرفت هر چه زودتر برای مجازات و مقابله با آکچی میتسوهیده به این محاصره خاتمه بدهد. وی با مخفی نگه داشتن این خبر مرگ نوبوناگا از خاندان موری توانست با شرط هاراکیری شیمیزو مونه‌هارو ارباب قلعه تاکاماتسو با خاندان موری صلح کند.

## بازگشت از چوگوکو

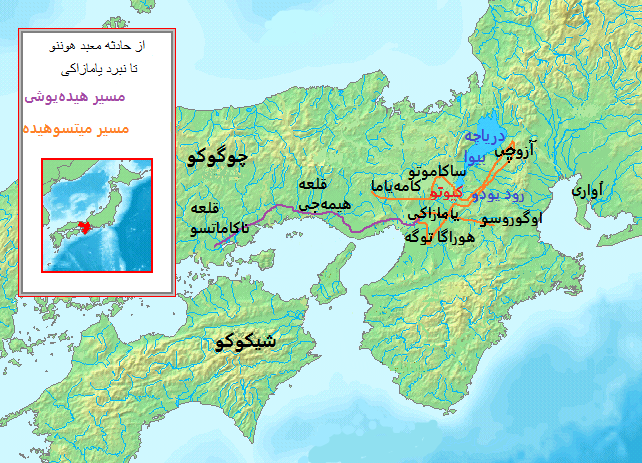
مسیر حرکت هیده‌یوشی بطرف یامازاکی با رنگ بنفش و مسیر حرکت میتسوهیده با رنگ نارنجی مشخص شده‌است.

تویوتومی هیده‌یوشی به همراه سپاه ۴۰ هزار نفری‌اش به سرعت از قلعه تاکاماتسو در ولایت بیچو جهت برانداختن آکچی میتسوهیده عازم کیوتو شد و توانست مسافت ۲۰۰ کیلومتر را تنها به مدت ۱۰ روز طی کند. سیزده روز بعد از مرگ نوبوناگا، تویوتومی هیده‌یوشی در ۲ ژوئیه ۱۵۸۲ میلادی، با آکچی میتسوهیده در نبرد یامازاکی رو به رو شد و با شکست او انتقام ارباب خود نوبوناگا را از او گرفت و سپس قدرت و سلطهٔ نوبوناگا را در اختیار خود گرفت.

## گاهشماری
- تاریخ روز و ماه به گاهشماری قدیم ژاپنی است.

| سال                | ماه روز                         | منطقه                           | توضیح |
| ------------------ | ------------------------------- | ------------------------------- | --- |
| سال پنجم تنشو ۱۵۷۷ | ماه دهم                         | ولایت هاریما                    | تویوتومی هیده‌یوشی به عنوان فرمانده ارشد حمله به چوگوکو به ولایت هاریما وارد شد. |
|                    | ماه یازدهم                      | ولایت تاجیما                    | نبرد قلعه تاکدا، قلعه فتح شد. سپس تحت کنترل برادر کوچکتر هیده‌یوشی یعنی تویوتومی هیده‌ناگا قرار گرفت. |
|                    | ۲۹ ماه یازدهم -۳ ماه دوازدهم    | ولایت هاریما                    | بار نخست محاصره قلعه کوزوکی، پیروزی هیده‌یوشی و سقوط قلعه و واگذاری آن به آماگو اوجی‌هیسا |
| سال ششم تنشو ۱۵۷۸  |                                 | ولایت هاریما                    | سقوط قلعه ریکان، صاحب این قلعه بشو شیگه‌هارو به تابعیت ارباب بزرگ منطقه صاحب قلعه میکی، بشو ناگاهارو تصمیم گرفت در برابر سپاه هیده‌یوشی مقاومت کند. در سال ۱۵۷۸ ارباب قلعه کوزوکی، آماگو کاتسوهیسا و یاماناکا یوکیموری که از اودا نوبوناگا تبعیت می‌کردند به این قلعه حمله کردند و قلعه سقوط کرد. همان سال خاندان موری به قلعه کوزوکی حمله کرد و سقوط کرد در نتیجه این قلعه نیز که تابع قلعه کوزوکی بود نیز به دست خاندان موری افتاد و اوکیتا نائوایه صاحب جدید این قلعه تا سال ۱۶۰۰ میلادی شد. |
|                    | ماه یکم-ماه هفتم روز ۵          | ولایت هاریما                    | بار دوم محاصره قلعه کوزوکی، |
|                    | ماه سوم روز ۲۹                  | ولایت هاریما                    | آغاز محاصره میکی |
|                    | ماه هفتم روز پنجم               | ولایت هاریما                    | سقوط قلعه کوزوکی پیروزی خاندان موری و هاراکیری آماگو اوجی‌هیسا |
| سال هفتم تنشو ۱۵۷۹ | ماه دهم روز ۱۹                  | ولایت ستسو                      | پایان محاصره ایتامی (۱۵۷۹) سقوط قلعه ایتامی و خودکشی آراکی موراشیگه |
| سال هشتم تنشو ۱۵۸۰ | ماه اول روز ۲۷                  | ولایت هاریما                    | پایان محاصره میکی، خودکشی بشو ناگاهارو پس از سقوط قلعه |
|                    | ماه سوم روز ۵                   | کینای                           | پایان نبردهای ایشی‌یاما هونگان |
| سال نهم تنشو ۱۵۸۱  | ماه دوم روز ۲۸                  | کیوتو                           | رژه اسب کیوتو |
|                    | ماه ششم روز ۲۵- ماه هفتم روز ۲۵ | ولایت اینابا                    | محاصره توتوری، این یکی از چند موردی بود که در آن تاکتیک گرسنگی منجر به موفقیت در محاصره در طول دوره سنگوکو شد. این محاصره ۲۰۰ روز به طول انجامید. |
| سال دهم تنشو ۱۵۸۲  | ماه پنجم روز ۸-ماه ششم روز ۴    | ولایت بیچو                      | نبرد قلعه تاکاماتسو، هیده‌یوشی جریان رودخانه‌های اطراف را با ساختن سدها و آب گذرهایی منحرف کرد و قلعه را در آب غرق کرد. |
|                    | ماه ششم روز ۲                   | کیوتو                           | حادثه معبد هوننو، مرگ نوبوناگا |
|                    | ماه ششم روز چهارم               | ولایت بیچو                      | پنهان کردن حادثه مرگ نوبوناگا از خاندان موری و صلح مابین هیده‌یوشی و خاندان موری |
|                    | ماه ۶ روز ۶                     | ولایت بیچو                      | آغاز بازگشت از چوگوکو |
|                    | ماه ۶ روز ۹                     | ولایت هاریما                    | رسیدن به قلعه هیمه‌جی |
|                    | ماه ۶ روز ۱۲                    | ولایت ستسو                      | پایان بازگشت از چوگوکو |
|                    | ماه ۶ روز ۱۳                    | مرز ولایت ستسو و ولایت یاماشیرو | نبرد یامازاکی |